# وادي البرم (الشغادرة)

تعديل مصدري - تعديل

وادي البرم هي إحدى قرى عزلة السوالمة بمديرية الشغادرة التابعة لمحافظة حجة، بلغ تعداد سكانها 218 نسمة حسب تعداد اليمن لعام 2004.